# Ramal Hüseynov
Ramal Hüseynov (ur. 16 grudnia 1984, Azerbejdżan) – azerski piłkarz grający na pozycji pomocnika, od lata 2011 roku występujący w klubie Turan Tovuz. W reprezentacji Azerbejdżanu zadebiutował w 2001 roku. Do tej pory rozegrał w niej jedno spotkanie (stan na 05.01.2012).